# Nineta alpicola
Nineta alpicola är en insektsart som först beskrevs av Shinji Kuwayama 1956.  Nineta alpicola ingår i släktet Nineta och familjen guldögonsländor. Inga underarter finns listade i Catalogue of Life.